# Халити, Лабинот
Лабинот Халити (англ. Labinot Haliti; род. 26 октября 1985, Приштина, СФРЮ) — австралийский футболист, выступавшего на позиции крайнего полузащитника и оттянутого нападающего.

## Биография

### Клубная карьера
Халити родился в Приштине и занимался футболом в клубе «2 Коррику», но в возрасте 14 лет вместе со своей семьей покинул родину из-за войны в Косово, в качестве беженцев переехали в Австралию в 1999 году, где они поселились в Сиднее. В Сиднее продолжил заниматься футболом в клубе «Сидней Олимпик», где его приметил Фрэнк Арок, на тот момент спортивный директор клуба, который способствовал его дебюту в профессиональном футболе. В «Сидней Олимпик» Халити играл бок о бок с нападающим Соккерос и близким другом Анте Миличичем, который оказал влияние на него большое влияние как на футболиста. Проведя всего два матча за «Сидней Олимпик» он перешел в другой клуб ныне несуществующей Национальной футбольной лиги «Сидней Юнайтед» за который выступал до самого закрытия лиги в 2004 году, проведя 22 матча и забив 7 голов.
Благодаря рекомендациям своего друга Анте Миличича к началу первого сезона А-лиги перешёл в «Ньюкасл Джетс». Впечатляющий первый сезон Халити в «Джетс» вызвал интерес в его услугах у сборной Албании и сборной Австралии до 23 лет. Однако в следующем сезоне произошла смена тренера и игра Лабинота ухудшилась и он перестал попадать в состав. В июне 2007 года он подписал контракт с командой чемпионата Хорватии «Славен Белупо», однако месяцем позже перешел в клуб «Теута», выступающий в первом дивизионе Албании. В 2008 году в польский клуб ЛКС (Лодзь).
26 августа 2009 года он подписал краткосрочный контракт с «Ньюкасл Джетс» в качестве замены травмированному Марко Йешичу. 2 октября 2009 года Халити продлил свой контракт с «Джетс» еще на два года. 3 сентября 2009 года Халити был включен в состав команды на матч против «Мельбурн Виктори» после длительного согласования трансферных вопросов с клубом ЛКС (Лодзь) и Польским футбольным союзом. В том матче он забил головой на 87-й минуте, обеспечив «Джетс» ничью со счетом 1:1. В течение сезона 2011/12 Халити был неотъемлемой частью команды и любимцем болельщиков.
2 июля 2012 года Халити перешёл в клуб «Уэстерн Сидней Уондерерс» на правах свободного агента. Халити провел свой первый матч за новый клуб 6 октября 2012 года, и это был первый официальный матч клуба против «Сентрал Кост Маринерс» в первом раунде лиги. 2 февраля Халити забил исторический гол в ворота «Сентрал Кост Маринерс» в матче за первое место в турнирной таблице при полном аншлаге на стадионе. «Уэстерн Сидней Уондерерс» титул победителя регулярного чемпионата.
Во время кампании в Лиге чемпионов АФК Халити был ключевым игроком команды, сыграв все 14 матчей до финала и в итоге одержав побед в Лиге чемпионов АФК 2014 против клуба «Аль-Хиляль». «Уэстерн Сидней Уондерерс» стал первой австралийской командой ставшей чемпионами Азии и это достижение было достигнуто с первой попытки на азиатском турнире. Халити также является первым албанцем выигравшим Лигу чемпионов АФК.
22 июля 2015 года Халити подписал двухлетний контракт с «Ньюкасл Джетс», вернувшись в клуб, где он начинал свою карьеру в А-лиги. Однако из-за травм завершил карьеру.

### Тренерская карьера
Восстанавливаясь от травм Халити объявил, что начал готовился к получению тренерской лицензии. Халити завершил карьеру в конце сезона 2017/18, сразу заняв должность помощника главного тренера резервистов «Ньюкасл Джетс», работая под руководством генерального директора и главного тренера молодежной команды Лори Маккинны.
8 мая 2019 года Халити подписал контракт с «Уэстерн Сидней Уондерерс» и стал помощником главного тренера в преддверии сезона 2019/20.
В 2022 году Халити назначен главным тренером «Сидней Олимпик».

## Достижения

### Клубные
- Победитель регулярного чемпионата А-Лиги: 2012/13
- Чемпион Лиге чемпионов АФК: 2014